# Zentrale Prüfstelle Prävention
Die Zentrale Prüfstelle Prävention ist eine seit dem 1. Januar 2014 tätige Gemeinschaftseinrichtung der Krankenkassen in Deutschland mit dem Ziel, Präventionskurse gemäß  § 20 Abs. 4 Nr. 1 SGB V nach einheitlichen Kriterien zu prüfen.

## Betreiber und Mitglieder
Verantwortlicher und Auftraggeberin der Prüfstelle ist die „Kooperationsgemeinschaft zur Zertifizierung von Präventionskursen – § 20 SGB V“, der fast alle Krankenkassen in Deutschland angehören. Die gerichtliche und außergerichtliche Vertretung der Kooperationsgemeinschaft obliegt dem geschäftsführenden Verband (vdek) mit Sitz in Berlin. Betrieben wird die Einrichtung durch die Team Gesundheit GmbH mit Sitz in Essen.
Folgende Krankenkassen in Deutschland gehören der „Kooperationsgemeinschaft zur Zertifizierung von Präventionskursen – § 20 SGB V“ an:
- alle Ersatzkassen, vertreten durch den Verband der Ersatzkassen
- alle Betriebskrankenkassen überwiegend vertreten durch den BKK Dachverband
- alle Allgemeinen Ortskrankenkassen
- IKK classic
- IKK Südwest
- IKK gesund plus
- Innungskrankenkasse Brandenburg und Berlin
- Bundesinnungskrankenkasse Gesundheit
- Knappschaft
- Sozialversicherung für Landwirtschaft, Forsten und Gartenbau

## Prüfgrundlage
Die Zentrale Prüfstelle Prävention prüft Präventionsangebote (Kurse und Konzepte) auf Basis der Kapitel 5, 6 und 7 aus dem Leitfaden Prävention „Handlungsfelder und Kriterien nach § 20 Abs. 2 SGB V zur Umsetzung der §§ 20, 20a und 20b SGB V“. Geprüft werden Angebote aus den Bereichen Bewegungsgewohnheiten, Ernährung, Stress- und Ressourcenmanagement sowie Suchtmittelkonsum. Der Leitfaden Prävention wird durch den Spitzenverband Bund der Krankenkassen in Zusammenarbeit mit den Krankenkassen und deren Verbände auf Bundesebene erstellt und fortgeschrieben. Die Zentrale Prüfstelle Prävention wendet die definierten Prüfkriterien lediglich an, legt aber eigenständig keine Kriterien fest. Neue Prüfkriterien leiten sich stets aus dem Leitfaden Prävention ab, werden durch die Kooperationsgemeinschaft für die Umsetzung beschlossen und in der Prüfstelle ab definierten Stichtagen angewendet.

## Aufgabe
Aufgabe der Zentrale Prüfstelle Prävention ist es zu prüfen, ob ein Kurs die Kriterien und damit die strukturellen und inhaltlichen Voraussetzungen des aktuell gültigen Leitfadens Prävention erfüllt. Das Prüfergebnis ist die Basis für die Entscheidung, ob den Versicherten ein finanzieller Zuschuss zu dem Kurs durch die Krankenkassen der Kooperationsgemeinschaft gewährt werden kann.
Die Informationen zu Prüfergebnissen stellt die Prüfstelle den Krankenkassen der Kooperationsgemeinschaft über ein IT-System zur Verfügung. Leistungserbringern, die Kurse zur Prüfung einreichen, erhalten ein Zertifikat, sofern der Präventionskurs anerkannt werden kann, bzw. eine ablehnende Information, sofern die Kriterien des Leitfadens Prävention nicht eingehalten sind. Das Prüfverfahren sowie die Kommunikation mit Krankenkassen und Antragstellern erfolgt vollständig über ein IT-System. Die Einhaltung der Kriterien aus dem Leitfaden Prävention ist durch das Präventionsgesetz (PrävG) vorgeschrieben. Wesentliche Aspekte zur Sicherung der Qualität sind die Qualifikationen der Kursleitung und ein leitfadenkonformes Kurskonzept. Die Teilnehmer sollen dabei erlernen, die Kursinhalte der jeweiligen Handlungsfelder (Bewegungsgewohnheiten, Ernährung, Stress- und Ressourcenmanagement sowie Suchtmittelkonsum) praktisch im Alltagsleben umzusetzen.
Folgende Voraussetzungen sind in diesem Zusammenhang zu erfüllen:
Strukturqualität (Anbieterqualifikation)
- Grundqualifikation: staatlich anerkannter Berufs- oder Studienabschluss im jeweiligen Fachgebiet (Handlungsfeld)
- Zusatzqualifikation: spezifische, in der Fachwelt anerkannte Fortbildung (diese kann ggf. in der Grundqualifikation enthalten sein und ist durch aussagefähige Unterlagen nachzuweisen)
- Einweisung in das durchzuführende Verfahren bzw. Programm (ist ggf. in der Grund- bzw. Zusatzqualifikation enthalten)

Konzept- und Planungsqualität
- Konkrete Definition der adressierten Zielgruppen
- Manual mit schriftlicher Fixierung von Aufbau und Zielen sowie von Inhalten und Methoden der Kurseinheiten (Stundenverlaufspläne)
- Unterlagen für Teilnehmer (Teilnehmerunterlagen)

Im Rahmen der Prozessqualität gibt der Leitfaden Prävention die Kriterien für Gruppengröße (Teilnehmeranzahl), Zielgruppenhomogenität/Kontraindikationen, Umfang/Frequenz der Kurseinheiten sowie Räumlichkeiten vor.
Die Prüfgrundlage ist der Leitfaden Prävention sowie die zusätzlichen Erläuterungen zur Zertifizierung als inhaltliche Konkretisierung bestimmter Inhalte aus dem Leitfaden Prävention. Die Grundlagen zur Prüfung sind unter GKV-Leitfaden Prävention einsehbar. Derzeit (2025) gilt die Fassung des Leitfadens vom 19. Dezember 2024. Im Rahmen einer Übergangsregelung für die Qualifikationsprüfung ist es jedoch unter bestimmten Voraussetzungen auch möglich, den Antrag auf Zertifizierung bis 31.12.2025 noch nach den bis 30.09.2020 geltenden Regelungen (Leitfaden Prävention in der Fassung vom 01.10.2018) zu stellen.Zudem gibt es einen unbefristeten Bestandsschutz auf die Qualifikation im entsprechenden Handlungsfeld bzw. Präventionsprinzip oder Entspannungsverfahren für Kursleitungen, wenn diese am 30. September 2020 bzw. durch einen bis zum 31.12.2020 gestellten (zertifizierungsfähigen) Prüfantrag mit einem oder mehreren Kursen als „zertifiziert“ im System der Zentrale Prüfstelle Prävention geführt werde.

## Zielgruppen
Kursanbietende sowie Kursleitungen können ihren Präventionskurs für alle angeschlossenen Krankenkassen über die Datenbank prüfen und zertifizieren lassen. Die teilnehmenden Krankenkassen haben direkten Zugriff auf die Prüfergebnisse aus der Datenbank, um ihren Versicherten förderungsfähige Kursangebote erstatten zu können. Den Versicherten werden die förderungsfähigen Kursangebote über die Homepage der Krankenkassen angezeigt.

## Geschichte
2018 gab es die Kursanbieterzahl: ca. 146.800, die Prüfanträge pro Jahr: ca. 89.000, die Zertifizierten Kurse: ca. 100.290, die Versichertenklicks. ca. 13 Millionen.
2017 gab es die Kursanbieterzahl: ca. 150.000, die Prüfanträge pro Jahr: ca. 80.000, die Zertifizierten Kurse: ca. 100.000, die Versichertenklicks: ca. 15 Millionen.